# Lizzia ferrarii
Lizzia ferrarii is een hydroïdpoliep uit de familie Rathkeidae. De poliep komt uit het geslacht Lizzia. Lizzia ferrarii werd in 1980 voor het eerst wetenschappelijk beschreven door Segura. 